# Vallelonga (Tal)
Das Vallelonga (italienisch für langes Tal) ist ein Tal in der Provinz L’Aquila in den Abruzzen. Es ist das größte Tal, das an das Seebecken des im 19. Jahrhundert trocken gelegten Fuciner Sees grenzt.

## Geographie

### Lage und Umgebung
Das Vallelonga ein etwa 30 km langes und bis zu 2 km breites Tal im Abruzzischen Apennin. Es ertreckt sich im Südosten der Marsica von Südosten nach Nordwesten verlaufend und ähnelt mehr einer Hochfläche, als einem Tal.
Im Südosten wird es vom 1686 m s.l.m. hohen Übergang Aceretta eingegrenzt, an dessen Südseite der Ort Pescasseroli liegt. Das Vallelonga senkt sich an der Nordseite des Übergangs seicht ab und verbreitert sich stetig, bis es beim Ort Trasacco in der Senke von Fucino ausläuft.
Eingegrenzt wird es im Westen von der Bergkette der Serra Lunga, die das Tal vom westlich verlaufenden Valle Roveto abgrenzt. Im Osten bilden die nördlichen Ausläufer der Monti Marsicani die Grenze zum östlich verlaufenden Giovenco-Tal.
Vom Vallelonga zweigen mehrere Seitentäler ab, darunter das nach Nordosten verlaufende Val Amplero  im mittleren Talbabschnitt oder das Val Cervara im oberen Talabschnitt. Letzteres gehört wegen seiner Buchenwälder seit 2017 dem UNESCO-Weltnaturerbe „Alte Buchenwälder und Buchenurwälder der Karpaten und anderer Regionen Europas“ an.
Entwässert wird das Tal durch die Fossato di Rosa. Ein Torrente, der nur nach starken Regenfällen und während der Schneemelze Wasser führt und sonst soden größten Teil des Jahres trocken liegt. Der Fossato di Rosa wird wiederum von mehreren kleineren Sturzbächen gespeist.  

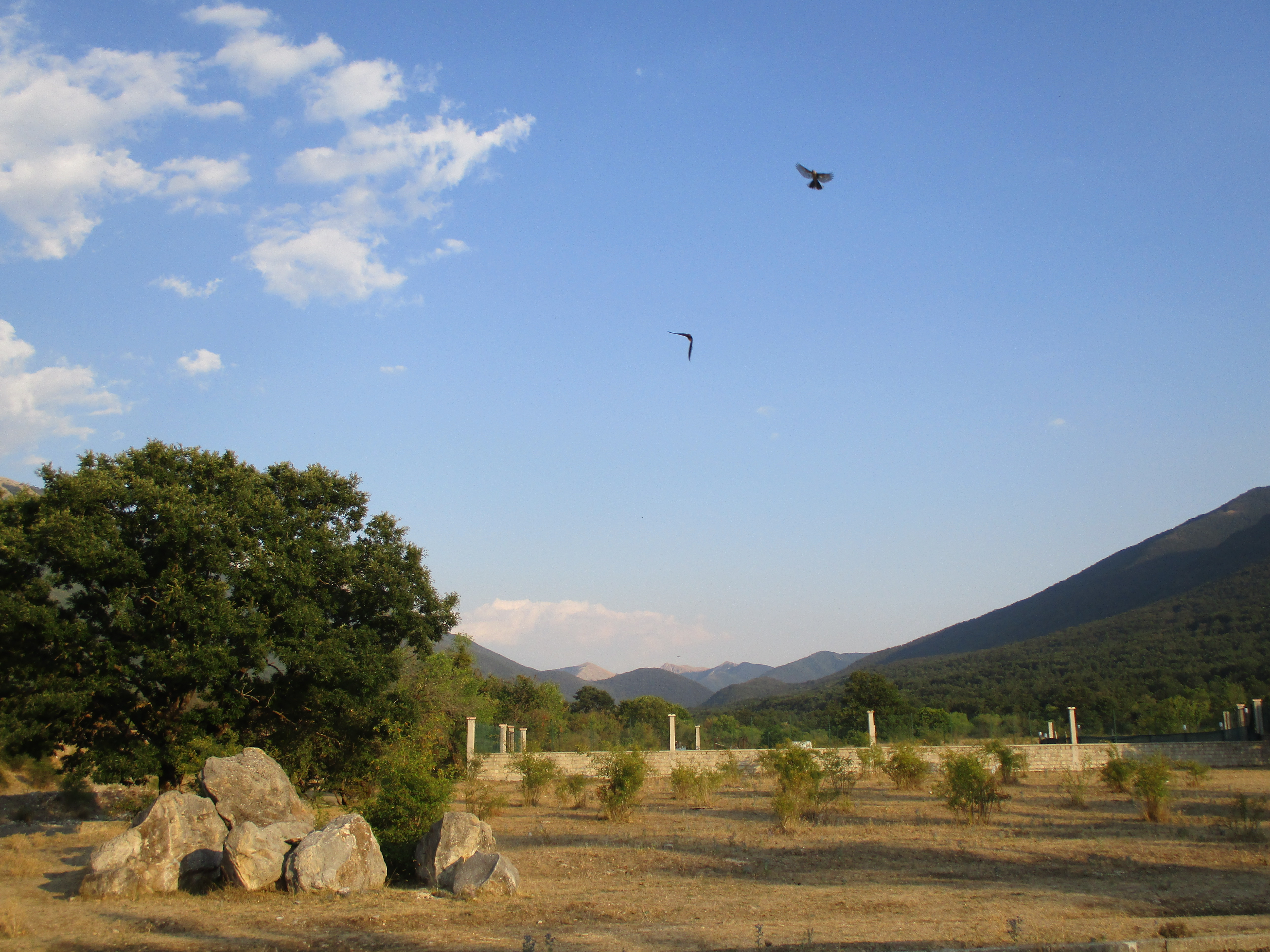
Der obere Talabschnitt beim Übergang Aceretta
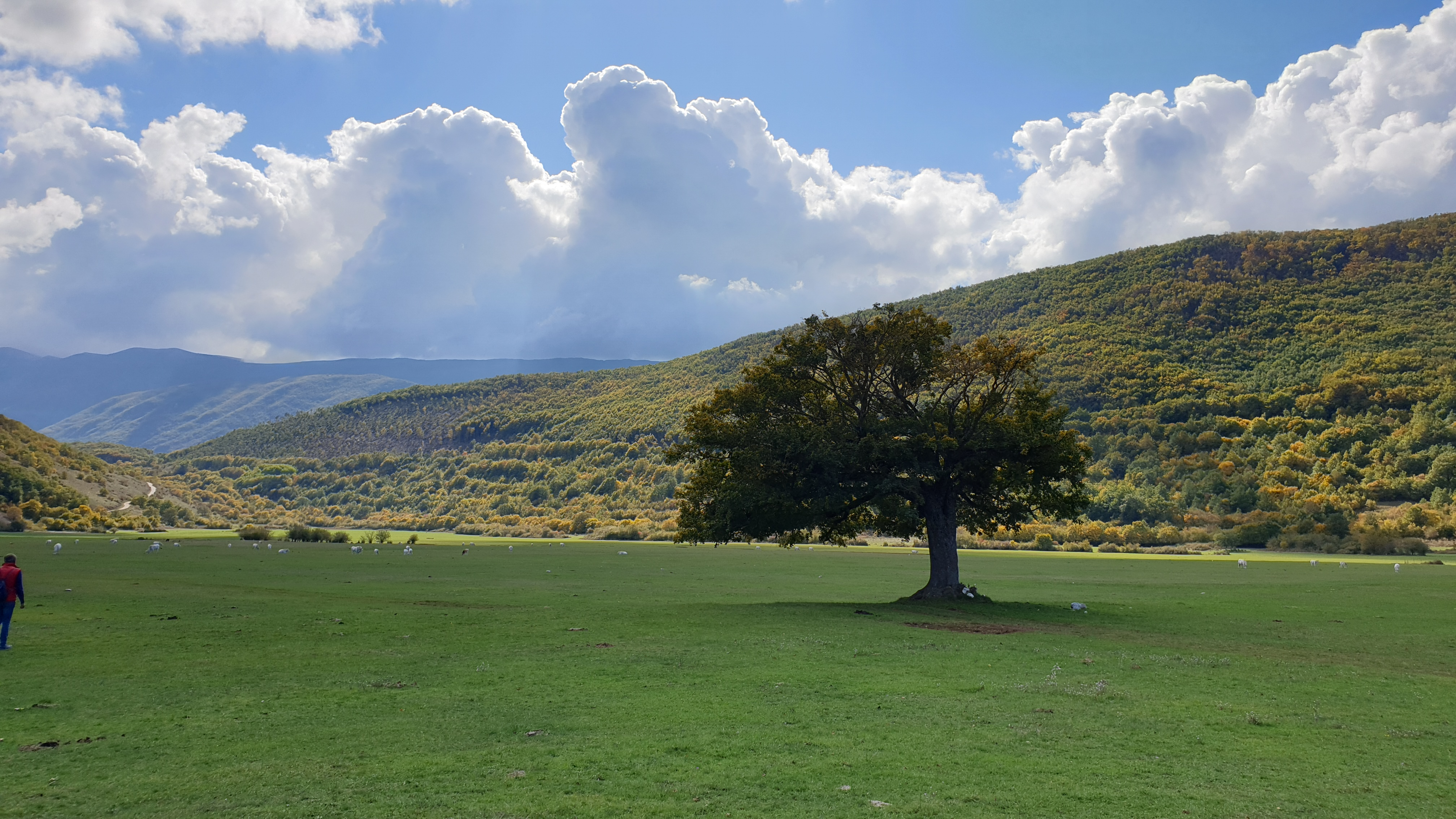
Valle di Amplero
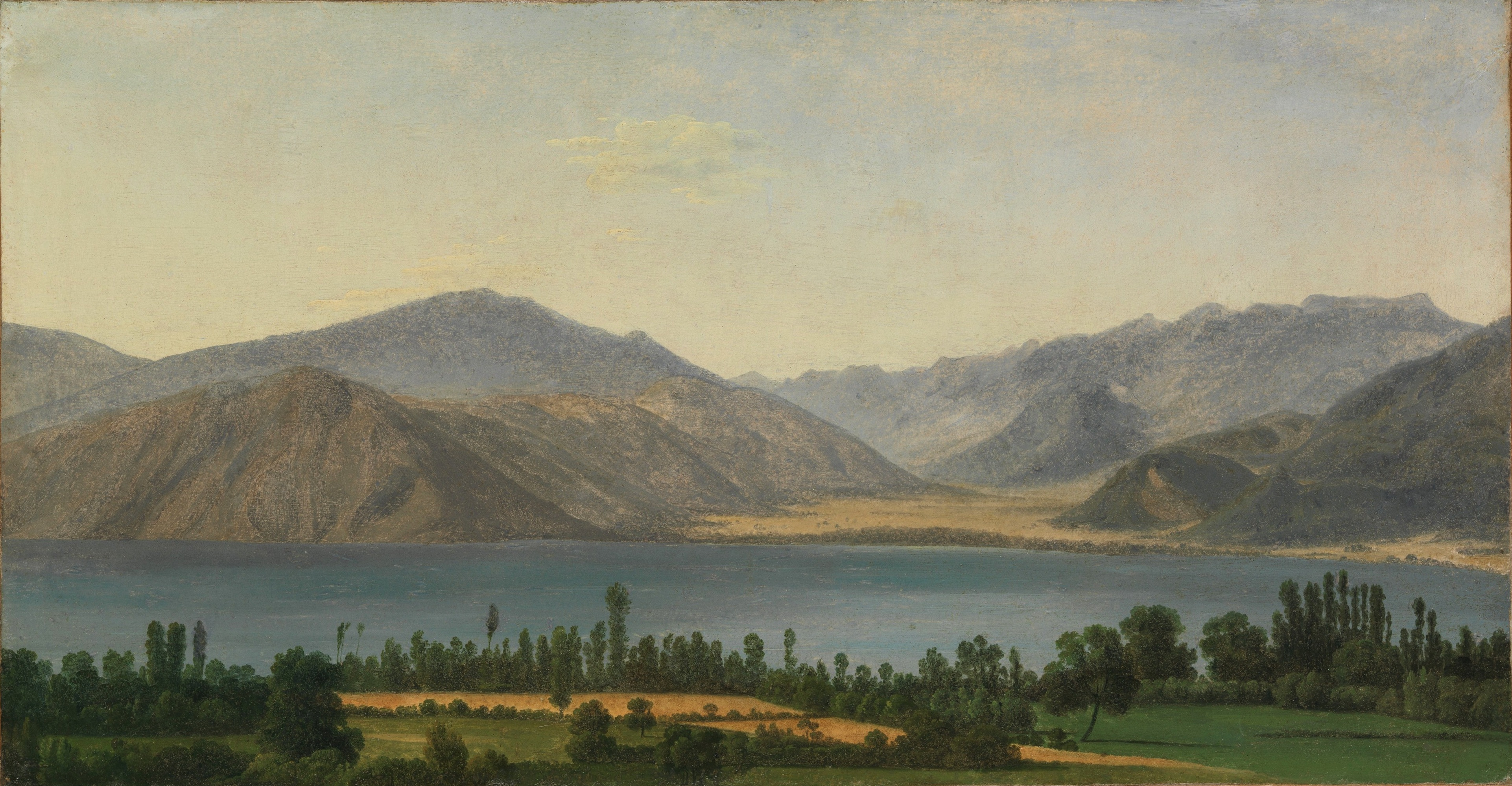
Der Fuciner See mit dem Vallellonga (Jean Joseph Xavier Bidauld – 1789, The Met)

### Administrative Gliederung
Im Vallelongo liegen drei Gemeinden. Von Südosten nach Nordwesten sind dies Villavallelonga (1005 m), das in der Mitte des Tales gelegene Collelongo (915 m)  und Trasacco (685 m) mit insgesamt fast 7700 Einwohnern. Allein Trasacco am nordwestlichen Ende des Tales zählt etwa 5700 Einwohner.

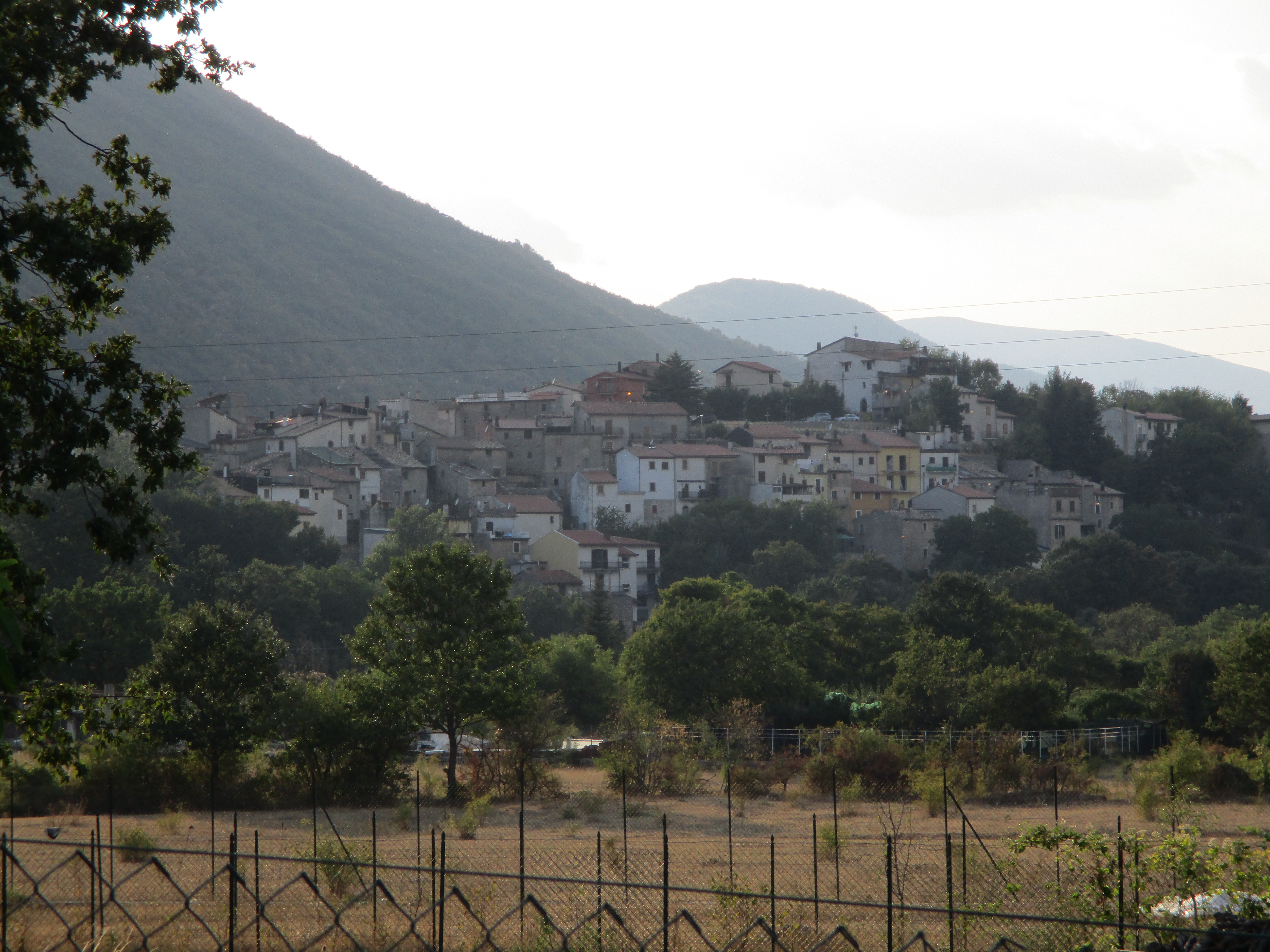
Villavallelonga
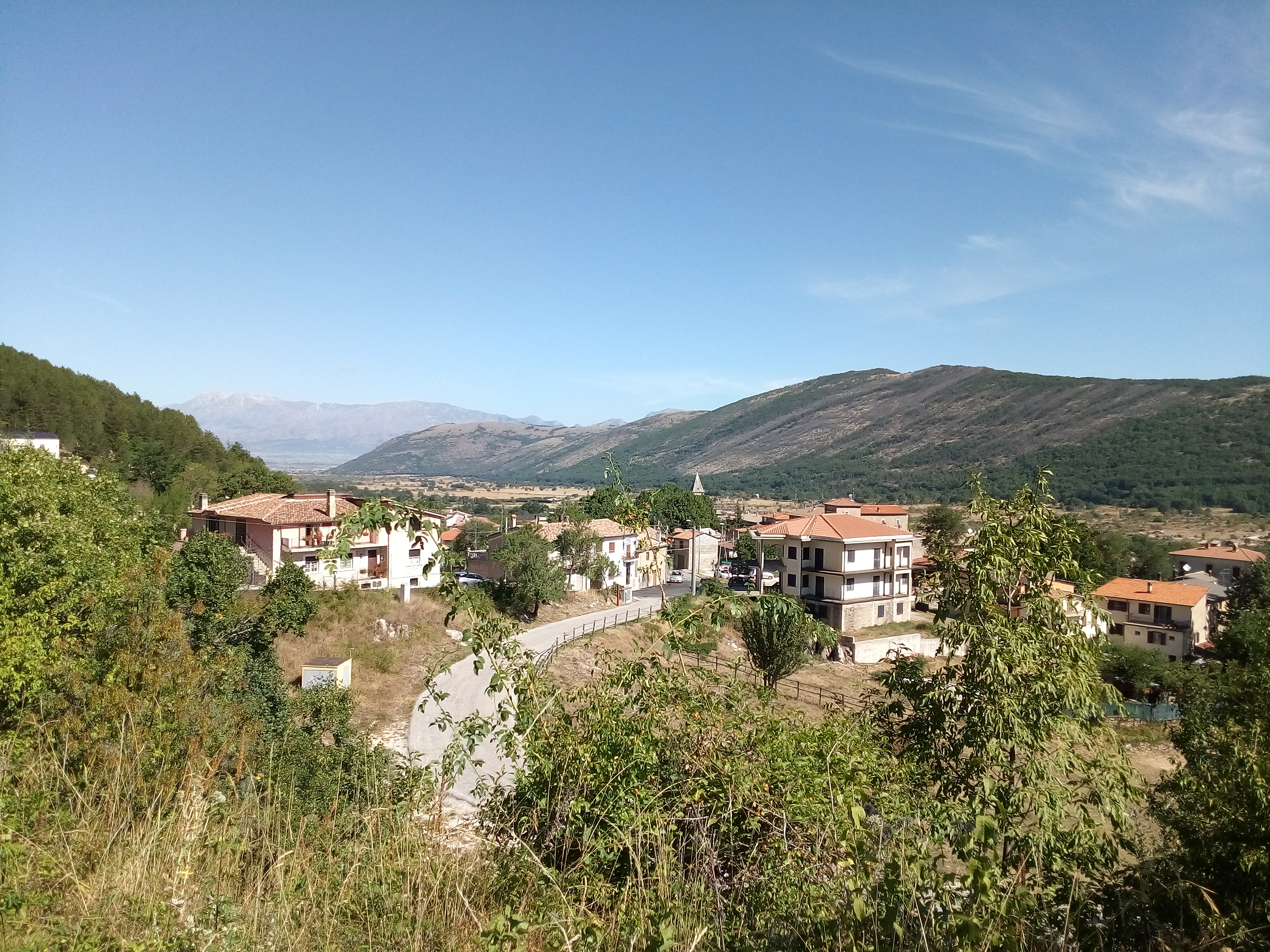
Collelongo
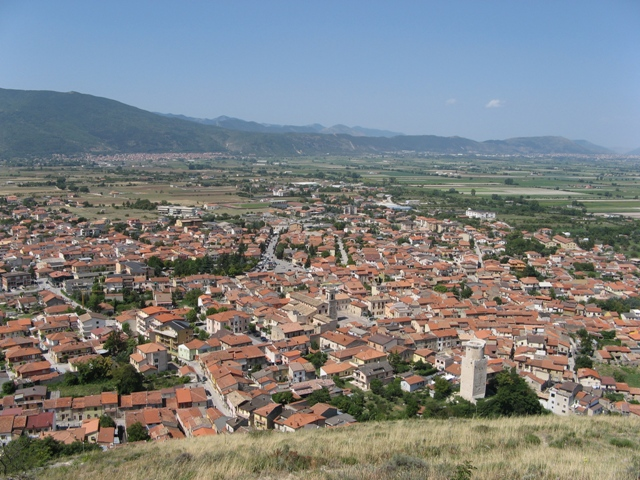
Trasacco

## Geologie
Das Tal ist tektonischen Ursprungs und im Zusammenhang mit der Auffaltung des zentralen Apennins entstanden. Es bildet mit dem Giovenco-Tal und der Senke von Fucino eine tektonische Störungslinie, an der sich in der Vergangenheit bereits mehrere schwere Erdbeben ereignet haben, zuletzt beim Erdbeben von Avezzano am 13. Januar 1915, das über 30.000 Tote forderte. 
Durch fluviatile und glaziale Sedimentation wurde das Tal langsam aufgefüllt. Der Untergrund des Vallelongo besteht aus Kalksteinformationen, die von der unteren Unterkreide bis zur oberen Oberkreide reichen. Daneben finden sich Schichten aus Mergel und Sandstein aus dem mittleren Miozän, wie bei Bohrungen bei Villavallelonga festgestellt werden konnte.
Im Miozän bildete sich durch Erdrutsche und Überschwemmungen das heutige Landschaftsbild heraus. Es entstanden Schwemmkegel, auf denen beispielsweise der Ort Collelongo ruht sowie die End- und Seitenmoränen, deren Reste später mit Humus überdeckt wurden. In dieser Epoche erreichte der Fuciner See seine größte Ausdehnung, so dass das Tal eine Art Fjord bildete. Nach Abfließen des Wassers im Pliozän war das Tal teilweise von einer dicken Lehmschicht bedeckt. Das Vallelonga weist auch verschiedene Karsterscheinungen auf.

## Flora und Fauna

### Flora
Das Vallelonga weist eine artenreiche Flora und Fauna auf. Allein im Gemeindegebiet von Collelongo konnten über 1300 Pflanzenarten nachgewiesen werden. Gekennzeichnet ist das Tal durch seinen Rotbuchenwälder, die die Flanken des Tales in einer Höhe zwischen 850 und 1300 m bedecken. Daneben kommen noch vermehrt Eichen, die Europäische Hopfenbuche und die Orientalische Hainbuche vor. Die Wald- und Baumgrenze liegt zwischen 1500 m und 1700 m. Darüber dominieren Wiesenflächen. Im Unterholz sind unter anderem Waldmeister, Wald-Bingelkraut, Gefleckter Aronstab, Berg-Weidenröschen, Knotiger Storchschnabel, Zwiebel-Zahnwurz vorzufinden. Unter den Strauchgewächse kommen Kornelkirsche, Roter Hartriegel und Gemeine Hasel vor. Der Talboden wird überwiegend landwirtschaftlich oder als Weidefläche genutzt.

### Fauna
Insbesondere der obere Talbereich ist seit alters her für seine Fauna bekannt. 1873 wurde bei Villavallelonga ein königliches Jagdrevier eingerichtet, das die Keimzelle für den Nationalpark Abruzzen bilden sollte.
Die Fauna zeichnet sich durch das Vorhandensein von besonders schützenswerten und vom Aussterben bedrohten Arten aus. Zu nennen sind hier vor allem der Marsische Braunbär und der Apenninwolf. Auch zahlreiche besonders geschützte Vogelarten sind im Vallelonga anzutreffen, wie Steinadler, Uhu und Ziegenmelker.

## Schutzgebiete
Im Tal liegen verschiedene Schutzgebete, die sich zum Teil überschneiden. Allen voran der 1922 eingerichtete Nationalpark Abruzzen, der mittlerweile sich über die Region Abruzzen ausdehnt und daher als Nationalpark Abruzzen, Latium und Molise bezeichnet wird. Des Weiteren liegen im Vallelonga die NATURA 2000 Schutzgebiete Parco Nazionale d’Abruzzo.

## Geschichte
Das Tal wurde bereits vom Neanderthaler begangen, wie Abschläge in Levalloistechnik und ein Schaber belegen, die bei Collelongo gefunden wurden. Eine erste feste Siedlung im Tal kann der Frühen Bronzezeit zugeordnet werden. Diese sich auf Agropastoralismus stützende Siedlung bestand bereits über einen längeren Zeitraum, wie Funde unterstreichen. Eine Siedlung der Proto-Villanovakultur lag nordöstlich von Collelongo in der Karst-Senke Amplero. 
Anhand der Flurnamen kann davon ausgegangen werden, dass das Tal spätestens in der Eisenzeit sowohl von Kulturen aus dem Norden, wie den Etruskern, und aus dem Süden, wie der Mitteladriatischen Kultur, beeinflusst wurde. Die Marser errichteten während ihrer Blütezeit zwischen dem 10. und dem 6. Jahrhundert v. Chr. eine ganze Reihen von Oppida im Bereich des Vallelonga, deren Spuren zum Teil noch erhalten sind, wie im Falle des Fundplatzes Amplero.
Nach der Romanisierung unterstand das Tal dem Municipium Marruvium. Zwischen dem 9. und dem 10. Jahrhundert waren es schließlich die Benediktiner aus Montecassino, die nach dem Untergang des Weströmischen Reiches und der Völkerwanderung mit dem Bau von Territorialabteien in Trasacco und Collelongo den Grundstein für die erneute Besiedlung des Tales legten.

## Verkehr
Das Vallelonga ist durch die Provinzstraße SP 127 „della Vallelonga“ erschlossen, die auch alle drei Gemeinden des Tales berührt.